# Пчёлы-кукушки

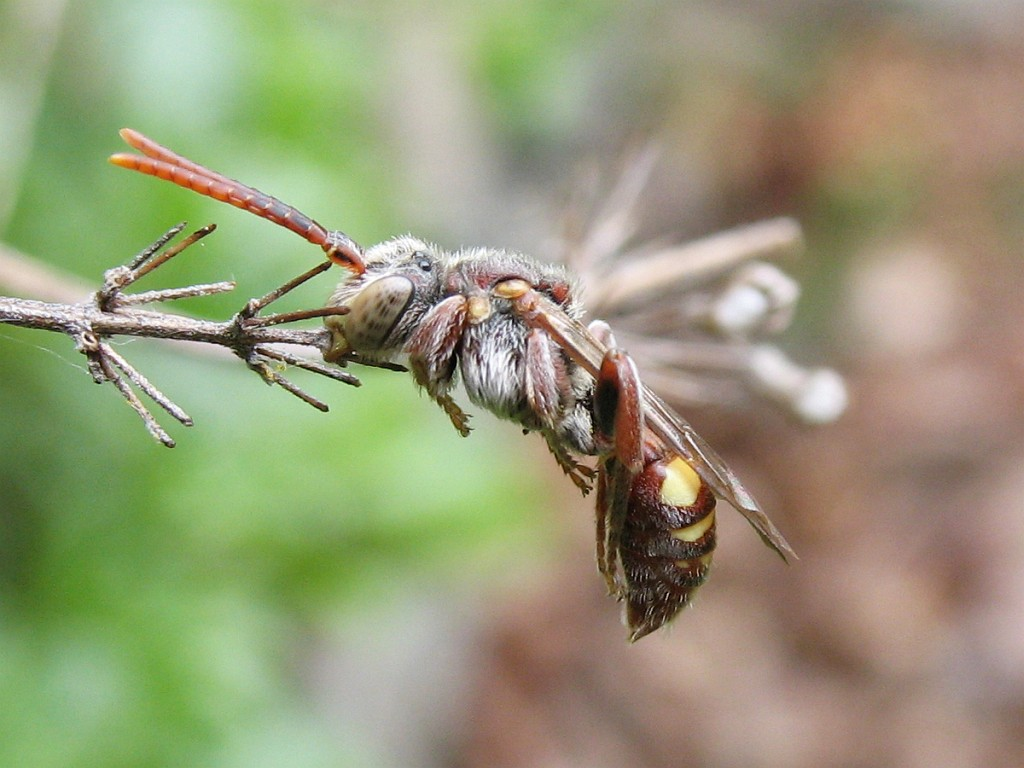
Пчёлы-кукушки из рода Nomada.

Пчёлы-кукушки (англ. Cuckoo bee) — это пчёлы, использующие клептопаразитизм для развития своего потомства. Несколько тысяч видов из разных семейств пчёл.

## Описание
Своё название получили в связи со сходным с кукушками поведением. Пчёлы этой экологической группы проникают в гнёзда других видов и родов пчёл, где откладывают свои яйца. Вышедшая из яйца личинка паразита питается запасом провианта вида-хозяина. Своих гнёзд не строят и не собирают пыльцу. Внешне отличаются от других пчёл отсутствием аппарата для сбора пыльцы, редуцированным волосяным опушением. Например, опушение пчёл рода Nomada настолько слабое, что они напоминают ос.
Они вторгаются в гнёзда хозяев и откладывают яйца в расплодные ячейки, которые хозяева приготовили для своего потомства. В случае успеха паразитическая личинка потребляет расплод, состоящий из пыльцы и нектара, и созревает, в то время как личинка хозяина погибает. У большинства пчёл, паразитирующих на расплоде, личинки первого возраста сильно изменены по сравнению с их собратьями-хозяевами. Они подвижны, вооружены острыми и удлинёнными мандибулами и обычно убивают личинку хозяина, хотя у некоторых пчёл-кукушек, таких как Exaerete (Apidae) или Sphecodes (Halictidae), эту задачу выполняет взрослая самка.

## Встречаемость
Из примерно 2500 описанных видов пчёл-кукушек один род Nomada Scopoli, 1770 (пчёлы настоящие, Apidae) включает 761 вид.
Представители этой экологической группы эволюционировали независимо в разных семействах и подсемействах пчёл. Американский апиолог Чарлз Миченер (C. D. Michener, 2000) насчитал минимум 16 линий возникновения такого типа паразитизма среди общественных пчёл (главным образом, в семействе Apidae), и ещё 31 случай возникновения паразитизма у одиночных пчёл (главным образом, в семействах Apidae, Megachilidae и Halictidae).
В сумме эти виды составляют несколько тысяч видов, что является относительно крупной пропорцией среди всего разнообразия видов пчёл. Характерным представителем является подсемейство Nomadinae. Более 700 видов рода Nomada паразитируют на других видах пчёл, например, на родах Andrena, Lasioglossum, Eucera, Melitta и Panurgus.
Пчёлы-кукушки пока не найдены в семействах Andrenidae, Melittidae и Stenotritidae и, возможно, в Colletidae. По последнему семейству есть неподтверждённые данные по гавайским видам подсемейства Hylaeinae, которые могут быть паразитическими.

## Шмели-кукушки
Ранее выделяемый в отдельный род таксон Psithyrus (англ. Cuckoo bumblebees; подрод из 29 видов шмелей Bombus) являются типичными представителями данной экологической группы. Они паразитируют в гнёздах шмелей рода Bombus и утратили способность собирать пыльцу.